# Campionati europei di canoa slalom 2018
I Campionati europei di canoa slalom 2018 sono stati la 19ª edizione della competizione continentale. Si sono svolti a Praga, in Repubblica Ceca, dall'1 al 3 giugno 2018.

## Medagliere
| Pos.   | Paese         | Oro | Argento | Bronzo | Totale |
| ------ | ------------- | --- | ------- | ------ | ------ |
| 1      | Germania      | 3   | 1       | 1      | 5      |
| 2      | Rep. Ceca     | 2   | 2       | 5      | 9      |
| 3      | Gran Bretagna | 2   | 2       | 1      | 5      |
| 4      | Austria       | 1   | 2       | 0      | 3      |
| 5      | Francia       | 1   | 1       | 1      | 3      |
| 6      | Slovenia      | 1   | 0       | 1      | 2      |
| 7      | Polonia       | 0   | 1       | 0      | 1      |
| 7      | Slovacchia    | 0   | 1       | 0      | 1      |
| 9      | Spagna        | 0   | 0       | 1      | 1      |
| Totale | Totale        | 10  | 10      | 10     | 30     |

## Podi

### Uomini
| Evento              | Oro                                                                                      | Punti  | Argento                                                                                   | Punti  | Bronzo | Punti  |
| Canoa C-1           | Ryan Westley                                                                             | 95.48  | Adam Burgess                                                                              | 97.05  | Tomáš Rak | 97.59  |
| Canoa C-1 a squadre | Francia Denis Gargaud Chanut Pierre-Antoine Tillard Cédric Joly                          | 110.04 | Slovacchia Alexander Slafkovský Michal Martikán Marko Mirgorodský                         | 110.99 | Rep. Ceca Vítězslav Gebas Lukáš Rohan Tomáš Rak                                                                      | 111.58 |
| Canoa C-2           | Rep. Ceca Jonáš Kašpar Marek Šindler                                                     | 107.99 | Germania Robert Behling Thomas Becker                                                     | 108.86 | Rep. Ceca Jakub Jáně Ondřej Karlovský                                                                                | 109.09 |
| Canoa C-2 a squadre | Germania Robert Behling/Thomas Becker Franz Anton/Jan Benzien David Schröder/Nico Bettge | 122.53 | Rep. Ceca Ondřej Karlovský/Jakub Jáně Tomáš Koplík/Jakub Vrzáň Jonáš Kašpar/Marek Šindler | 126.64 | Francia Gauthier Klauss/Matthieu Péché Nicolas Scianimanico/Hugo Cailhol Pierre-Antoine Tillard/Denis Gargaud Chanut | 133.53 |
| Kayak K-1           | Peter Kauzer                                                                             | 91.02  | Vít Přindiš                                                                               | 91.53  | Jiří Prskavec | 91.87  |
| Kayak K-1 a squadre | Rep. Ceca Ondřej Tunka Vít Přindiš Jiří Prskavec                                         | 101.79 | Polonia Mateusz Polaczyk Dariusz Popiela Michał Pasiut                                    | 105.44 | Slovenia Peter Kauzer Martin Srabotnik Niko Testen                                                                   | 108.02 |

### Donne
| Evento              | Oro                                                          | Punti  | Argento                                                 | Punti  | Bronzo                                                        | Punti  |
| Canoa C-1           | Viktoria Wolffhardt                                          | 119,91 | Mallory Franklin                                        | 119,58 | Elena Apel                                                    | 122,39 |
| Canoa C-1 a squadre | Gran Bretagna Mallory Franklin Kimberley Woods Bethan Forrow | 140.75 | Francia Lucie Prioux Lucie Baudu Claire Jacquet         | 146.89 | Spagna Núria Vilarrubla Miren Lazkano Klara Olazabal          | 152.25 |
| Kayak K-1           | Ricarda Funk                                                 | 100.96 | Corinna Kuhnle                                          | 102.32 | Fiona Pennie                                                  | 102.91 |
| Kayak K-1 a squadre | Germania Ricarda Funk Jasmin Schornberg Lisa Fritsche        | 118.26 | Austria Corinna Kuhnle Lisa Leitner Viktoria Wolffhardt | 120.81 | Rep. Ceca Kateřina Kudějová Barbora Valíková Veronika Vojtová | 121.20 |